# 太田利雄
太田 利雄（おおた としお、1907年（明治40年）8月21日 - 没年不明）は、昭和時代前期の台湾総督府官僚。陸軍司政官。

## 経歴
愛知県名古屋市に生まれる。名古屋商業学校、東京外国語学校専修科英語科に入学する。その後、同校を退学し中央大学専門部法律科に入学し、1937年（昭和12年）3月、卒業した。同年10月、高等試験行政科に合格し、1938年（昭和13年）4月、台湾総督府文教局社会課に奉職した。1939年（昭和14年）5月、台南州北門郡守に就任し、台南州警務部警務課長同社会教育官、文教局勤務などを経て、1942年（昭和17年）8月、陸軍司政官に任じた。